# 异形木属
异形木属（学名：Allomorphia）是野牡丹科下的一个属，为灌木或草本植物。该属共有约25种，分布于印度、中国南部至马来半岛。